# نیت تورنس
نیت تورنس (انگلیسی: Nate Torrence؛ زادهٔ ۱ دسامبر ۱۹۷۷) یک هنرپیشه، صداپیشه و کمدین اهل ایالات متحده آمریکا است که بیشتر برای نقش «وید بایلی» در سریال سلام خانم‌ها و فیلم‌های او از سطح من بالاتر است، دختر بهترین دوست من و سال بزرگ شهرت دارد.